# Francesco Granata

Francesco Granata

Francesco Antonio Granata (* 5. Februar 1701 in Capua; † 11. Januar 1771 in Sessa Aurunca) war ab 1757 Bischof von Sessa Aurunca.
Granata entstammte der patrizischen Oberschicht Capuas, schlug eine geistliche Laufbahn ein und wurde 1723 zum Diakon sowie im Folgejahr zum Priester geweiht. Später wurde er Archidiakon von Capua. An der Universität Neapel widmete er sich der Theologie und Jurisprudenz, studierte Kirchenrecht und Zivilrecht und erlangte im Februar 1753 den Doktortitel. Im September 1757 wurde er von Papst Benedikt XIV. zum Bischof von Sessa Aurunca ernannt. Dieses Amt verwaltete er bis zu seinem Tod. Am 11. Januar 1771 starb er im Alter von knapp 70 Jahren in Sessa Aurunca.
Neben seiner offiziellen Amtstätigkeit stellte Granata auch gründliche Forschungen über die politische und kirchliche Geschichte der Städte Capua und Sessa Aurunca an. Das Ergebnis seiner Studien veröffentlichte er in folgenden Werken:
- Storia civile della fedelissima città di Capua, 3 Bände, Neapel 1752–56
- Ragguaglio istorico della fedelissima città di Sessa, Neapel 1763
- Storia sacra della chiesa metropolitana di Capua, 2 Bände, Neapel 1766